# NGC 1483
NGC 1483 is een balkspiraalstelsel in het sterrenbeeld Slingeruurwerk. Het hemelobject werd op 2 september 1826 ontdekt door de Schotse astronoom James Dunlop.

## Synoniemen
- PGC 14022
- ESO 201-7
- IRAS 03512-4737